# Phthonoloba permista
Phthonoloba permista är en fjärilsart som beskrevs av Louis Beethoven Prout 1958. Phthonoloba permista ingår i släktet Phthonoloba och familjen mätare. Inga underarter finns listade i Catalogue of Life.